# 2008 en Asie
2006 en Asie - 2007 en Asie - 2008 en Asie - 2009 en Asie - 2010 en Asie
2006 par pays en Asie - 2007 par pays en Asie - 2008 par pays en Asie - 2009 par pays en Asie - 2010 par pays en Asie

## Sport
- 8 août : Ouverture des Jeux olympiques à Pékin

## Décès
- 1er janvier :
  - Thiyagarajah Maheswaran, 47 ans, homme politique sri lankais, Député tamoul de Jaffna, membre de l'UNP et ancien ministre. (° 18 juin 1960).
  - Pratap Chandra Chunder, 88 ans, homme politique indien. Ancien ministre dans le gouvernement de Morarji Desai (1977-1979). (° 1919).
- 2 janvier : 
  - Galyani Vadhana, 84 ans, princesse thailandaise. Sœur aînée du roi Bhumibol Adulyadej. (° 6 mai 1923).
  - Choi Yo-Sam, 35 ans, boxeur sud-coréen. Ancien champion du monde WBC dans la catégorie des poids mouche. (° 1er mars 1972).
- 2 février : Ahmad Bourghani, 48 ans, homme politique iranien. (° v. 1959).
- 7 février : Hoang Minh Chinh, 85 ans, dissident vietnamien. (° 16 novembre 1922).
- 9 février :
  - Mindroling Trichen Rinpoché, 78 ans, lama tibétain. Chef des cérémonies de l'école Nyingma du bouddhisme tibétain. (° 1930).
  - Baba Amte, 93 ans, militant indien contre la pauvreté. Fondateur du village communautaire d’Anandwan. (° 26 décembre 1914).
- 11 février : Alfredo Reinhado, 40 ans, militaire est-timorais. L'un des leaders de la rébellion au Timor oriental.
- 12 février : Imad Mougniyah, 45 ans, un des hauts responsables du Hezbollah libanais. (° 7 décembre 1962).
- 13 février :
  - Kon Ichikawa, 92 ans, cinéaste japonais. (° 20 novembre 1915).
  - Rajendra Nath, 75 ans, acteur indien. (° 1932).
- 22 février : Tsuneyo Toyonaga, 113 ans, supercentenaire japonais. Doyen des Japonais.
- 25 février : Hans Raj Khanna, 95 ans, juriste indien. Juge à la Cour suprême de l'Inde de 1971 à 1977.
- 26 février :
  - Dan Shomron, 70 ans, militaire israélien. Commandant de l’opération « Entebbe. »
  - Tyronne Fernando, 66 ans, homme politique srilankais. Ministre des Affaires étrangères de 2001 à 2004.
- 16 mars : Anura Bandaranaike, 59 ans, homme politique srilankais. (° 15 février 1949).